# Система добровольной сертификации Регистр Проверенных Организаций (СДС РПО)
Система добровольной сертификации Регистр Проверенных Организаций (СДС РПО) — система, созданная одним юридическими лицом для проведения работ по сертификации участников закупки.

## Область распространения системы (объекты сертификации)
- Участники закупок товаров, работ, услуг для обеспечения государственных и муниципальных нужд;
- Поставщики (товаропроизводители) сельскохозяйственной продукции, сырья и продовольствия для государственных нужд;
- Головные исполнители поставок продукции по государственному оборонному заказу;

## Документы, требуемые для сертификации
Перечень документов, необходимых для сертификации в системе добровольной сертификации РПО:
- копия документа (документов), подтверждающего факт внесения сведений о создании или реорганизации юридического лица (юридических лиц) и (или) приобретении физическим лицом (физическими лицами) статуса индивидуального предпринимателя в Единый государственный реестр юридических лиц или в Единый государственный реестр индивидуальных предпринимателей соответственно;
- заявление на проведение сертификации;
- копия устава;
- копия документов, подтверждающих полномочия лиц, имеющих действовать от имени заявителя.
- копия приказа о возложении обязанностей главного бухгалтера;
- копия свидетельства о постановке на учет в налоговом органе;

## Законодательные и правовые акты, регламентирующие деятельность
Деятельность систем добровольной сертификации регламентируется следующими законодательными и правовыми актами:
- Федеральный закон от 27.12.2002 N 184-ФЗ «О техническом регулировании»[1];
- Приказ Министерства промышленности и торговли РФ от 10.10.2012 г. N 1440 «Об утверждении Административного регламента предоставления Федеральным агентством по техническому регулированию и метрологии государственной услуги по ведению единого реестра зарегистрированных систем добровольной Сертификации»;http://www.garant.ru/products/ipo/prime/doc/70240712/

- Приказ Минпромэнерго РФ от 25.12.2007 N 570 «Об утверждении Административного регламента исполнения Федеральным агентством по техническому регулированию и метрологии государственной функции по ведению единого реестра зарегистрированных систем добровольной сертификации»[2];
- Постановление Правительства РФ от 23.01.2004 N 32 «О регистрации и размере платы за регистрацию системы добровольной сертификации»[3].